# Lijst van nummer 1-hits in Nieuw-Zeeland in 2019
Deze hits stonden in 2019 op nummer 1 in de RIANZ Top 40, de bekendste hitlijst in Nieuw-Zeeland.
| Datum        | Artiest                       | Titel                                    |
| ------------ | ----------------------------- | ---------------------------------------- |
| 7 januari    | Ava Max                       | Sweet but psycho                         |
| 14 januari   | Post Malone & Swae Lee        | Sunflower                                |
| 21 januari   | Post Malone & Swae Lee        | Sunflower                                |
| 28 januari   | Ariana Grande                 | 7 rings                                  |
| 4 februari   | Ariana Grande                 | 7 rings                                  |
| 11 februari  | Ariana Grande                 | 7 rings                                  |
| 18 februari  | Ariana Grande                 | 7 rings                                  |
| 25 februari  | Ariana Grande                 | Break up with your girlfriend, I'm bored |
| 4 maart      | Ariana Grande                 | Break up with your girlfriend, I'm bored |
| 11 maart     | Ariana Grande                 | Break up with your girlfriend, I'm bored |
| 18 maart     | Jonas Brothers                | Sucker                                   |
| 25 maart     | Khalid                        | Talk                                     |
| 1 april      | Post Malone                   | Wow                                      |
| 8 april      | Billie Eilish                 | Bad guy                                  |
| 15 april     | Lil Nas X & Billy Ray Cyrus   | Old town road                            |
| 22 april     | Lil Nas X & Billy Ray Cyrus   | Old town road                            |
| 29 april     | Lil Nas X & Billy Ray Cyrus   | Old town road                            |
| 6 mei        | Lil Nas X & Billy Ray Cyrus   | Old town road                            |
| 13 mei       | Lil Nas X & Billy Ray Cyrus   | Old town road                            |
| 20 mei       | Lil Nas X & Billy Ray Cyrus   | Old town road                            |
| 27 mei       | Lil Nas X & Billy Ray Cyrus   | Old town road                            |
| 3 juni       | Lil Nas X & Billy Ray Cyrus   | Old town road                            |
| 10 juni      | Lil Nas X & Billy Ray Cyrus   | Old town road                            |
| 17 juni      | Lil Nas X & Billy Ray Cyrus   | Old town road                            |
| 24 juni      | Lil Nas X & Billy Ray Cyrus   | Old town road                            |
| 1 juli       | Lil Nas X & Billy Ray Cyrus   | Old town road                            |
| 8 juli       | Shawn Mendes & Camila Cabello | Señorita                                 |
| 15 juli      | Shawn Mendes & Camila Cabello | Señorita                                 |
| 22 juli      | Shawn Mendes & Camila Cabello | Señorita                                 |
| 29 juli      | Shawn Mendes & Camila Cabello | Señorita                                 |
| 5 augustus   | Shawn Mendes & Camila Cabello | Señorita                                 |
| 12 augustus  | Shawn Mendes & Camila Cabello | Señorita                                 |
| 19 augustus  | Shawn Mendes & Camila Cabello | Señorita                                 |
| 26 augustus  | Shawn Mendes & Camila Cabello | Señorita                                 |
| 2 september  | Shawn Mendes & Camila Cabello | Señorita                                 |
| 9 september  | Tones and I                   | Dance monkey                             |
| 16 september | Post Malone                   | Circles                                  |
| 23 september | Tones and I                   | Dance monkey                             |
| 30 september | Tones and I                   | Dance monkey                             |
| 7 oktober    | Tones and I                   | Dance monkey                             |
| 14 oktober   | Tones and I                   | Dance monkey                             |
| 21 oktober   | Tones and I                   | Dance monkey                             |
| 28 oktober   | Tones and I                   | Dance monkey                             |
| 4 november   | Tones and I                   | Dance monkey                             |
| 11 november  | Tones and I                   | Dance monkey                             |
| 18 november  | Tones and I                   | Dance monkey                             |
| 25 november  | Arizona Zervas                | Roxanne                                  |
| 2 december   | Arizona Zervas                | Roxanne                                  |
| 9 december   | Arizona Zervas                | Roxanne                                  |
| 16 december  | Arizona Zervas                | Roxanne                                  |
| 23 december  | Arizona Zervas                | Roxanne                                  |
| 30 december  | Mariah Carey                  | All I want for Christmas is you          |